# 三河国二葉松
三河国二葉松（みかわのくにふたばのまつ）は江戸時代に著された愛知県の三河地方の最初の地誌で、最も代表的なものとされている。三河国下長山村の佐野知尭の編。三河国内の古城・古屋敷、古墳墓について来歴や関係人物を各郡・各村別に註記。また関連する古歌も収載。記述は簡潔ながら江戸時代以前の三河国内の郷土史に必要な情報を提供している。成立は元文5年（1740年）秋。
- 以下、主として「三河国二葉松」に拠ったらしい。

## 編者・著者
- 佐野監物 知尭：下長山村（豊川市下長山町）・徳寶院住職、編者。
- 小笠原大貳 基長：吉田城内（豊橋市）・武士、著者（以下同じ）。
- 東泉坊 教山：岡崎（岡崎市）・満性寺・僧侶。
- 三好三助 紀隆：西郡（蒲郡市）の人。
- 太田白雪 長孝：新城町（新城市）の人。
- 渡邊自体 豊綱：牛久保村（豊川市牛久保町）の人。
- 渡邊体伯 堅：吉田町（豊橋市）の人。